# Alfred Canel
Pour les articles homonymes, voir Canel.
Alfred Canel, né le 1er décembre 1803 à Pont-Audemer où il est mort le 20 janvier 1879, est un historien, archéologue et homme politique français.

## Biographie
Après avoir étudié le droit, Canel se fit recevoir avocat et inscrire au barreau de sa ville natale et fit partie de l’opposition jusqu’à la chute de la monarchie. Ayant professé, sous le règne de Louis-Philippe, des opinions démocratiques, il fut nommé par le gouvernement provisoire de 1848, sous-commissaire de la République (sous-préfet) à Pont-Audemer. Il fut élu par l’Eure, le 23 avril 1848, représentant du peuple à l’Assemblée constituante de 1848 par 64 418 voix sur 99 709 votants. Il siégea à gauche et vota ordinairement avec le parti démocratique modéré, parfois avec la majorité, pour la politique de Cavaignac. Il se prononça : contre le rétablissement du cautionnement, pour le droit au travail, contre l’impôt progressif, contre la proposition Duvergier de Hauranne sur les deux Chambres, contre l’amendement Grévy sur la présidence, pour le remplacement militaire, contre la proposition Râteau, pour la diminution de l’impôt du sel, contre la suppression des clubs, etc.
Après l’élection du 10 décembre, il combattit modérément la politique de Louis-Napoléon Bonaparte, mais sans appuyer la demande de mise en accusation présentée contre Louis-Napoléon et ses ministres à propos des affaires de Rome. Il ne fut pas réélu à la Législative. Rentré dans la vie privée après la législature, il ne fit partie d’aucune autre assemblée.
Très versé dans la connaissance de l’histoire et des antiquités de la Normandie, Canel il a laissé un nom estimé comme historien et archéologue : on a de lui un très grand nombre de mémoires et d’études sur les antiquités de la Normandie. Il fonde la bibliothèque municipale de Pont-Audemer en 1836, dont il est le bibliothécaire jusqu'en 1852. De 1835 à 1837, il dirigea les publications trimestrielles la Revue historique des cinq départements de la Normandie (1835-1837, 3 vol. in-8o). Outre ses ouvrages, Canel avait encore un grand nombre d’articles tirés à part, dans le Journal de Pont-Audemer, la Revue de Rouen et les Mémoires de la Société des antiquaires de Normandie à laquelle il appartenait. Il est membre de la Société des antiquaires de Normandie, de la Société des sciences naturelles de Rouen, membre correspondant des académies de Rouen et de Cherbourg.
Il a également écrit sous les pseudonymes de « Jérôme Pointu » et de « Jean Chouart ».
En 1835, il est le fondateur et l'administrateur de la Caisse d'épargne de Pont-Audemer. En 1840, il est nommé par le ministre inspecteur des monuments historiques du département de l'Eure.
En 1874, il fonde la Société horticole de l'arrondissement de Pont-Audemer.
Il est nommé chevalier de la Légion d'honneur en 1876.
À sa mort, il fait don à la ville de Pont-Audemer de ses collections et de l'hôtel particulier qui abrite aujourd'hui le musée Alfred-Canel. On y trouve des collections variées : archéologie, arts décoratifs, beaux-arts, histoire, sciences de la nature, technique et industrie, ainsi qu'un fonds important de livres anciens.

## Distinctions
- Chevalier de la Légion d'honneur (14 août 1876). Il est fait chevalier par le député Charles Le Bœuf d'Osmoy le 14 janvier 1877.

## Publications
- Essai historique et statistique de l’arrondissement de Pont-Audemer, Paris, Vimont, 1833-1834, 2 vol. in-8o et atlas ;
- Lettres sur l’Histoire de Normandie pendant la deuxième moitié du XIVe siècle, 1835, in-8o ;
- Mémoire et recherches sur les États de l’ancienne province de Normandie, 1837-1839, in-8o ;
- Armorial de la province, des villes, des évêchés, des chapitres et des abbayes de Normandie, Rouen, A. Péron, 1849, in-4° ;
- Blason populaire de la Normandie, comprenant les proverbes, sobriquets ou dictons relatifs à cette province, 2 vol. Rouen, A. Lebrument, 1859, in-8o ; rééd. Marseille, Laffitte, 1981 ;
- Histoire de la barbe et des cheveux en Normandie, 2 vol., Rouen, A. Lebrument, 1859 ;
- Notice sur la vie et les écrits de l'abbé G.-A.-R. Baston, chanoine de Rouen, évêque nommé de Séez..., Rouen et Caen, Lebrument et Le Gost-Clérisse, 1861, IV-257 p. (lire en ligne) ;
- Recherches sur les jeux d’esprit, les singularités et les bizarreries littéraires, principalement en France, Évreux, A. Hérissey, 1867 ;
- Recherches historiques sur les fous des rois de France, Paris, A. Lemerre, 1873 ;
- Histoire de la ville de Pont-Audemer, 2 vol., Pont-Audemer, Impr. administrative, 1885, in-8o, 952 p. ; rééd. Brionne, G. Monfort, 1980.

## Autres
- Voyage de Quillebeuf par terre et par mer et par Pont-Audemer aussi, signé Jérôme Pointu, Rouen, L. Deshays, 1871 ;
- Pont-Audemer, poème comme on n’en voit guère, poème comme on n’en voit pas, signé Jean Chouart, À Barocopolis, chez Bizarmann, l’an impossible à dire des excentricités humaines (Rouen, L. Deshays, 1872).

## Traductions
- Poésies complètes de Catulle : nouvelle traduction en vers français, Rouen, A. Lebrument, 1860.